# Première bataille de Collierville
Guerre de Sécession
Batailles
Théâtre oriental
- Virginie-occidentale
- Manassas
  - 1re Bull Run
- 1re Virginie Septentrionale
- Burnside Expedition
- Péninsule
- Sept Jours
  - Gaines's Mill
  - Malvern Hill
- 1re Shenandoah valley
- 2de Virginie Septentrionale
  - 2de Bull Run
- Maryland
  - Antietam
- Fredericksburg
- Tidewater
- Chancellorsville
  - Chancellorsville
- Pennsylvanie
  - Gettysburg
- Bristoe
- Mine Run
- Campagne terrestre
  - Wilderness
  - Spotsylvania
  - Cold Harbor
- Bermuda Hundred
- 2de Shenandoah valley
  - Opequon
  - Cedar Creek
- Petersburg
- 1re Wilmington
- 2de Wilmington
- Appomattox
  - 3e Petersburg
  - Sayler's Creek
  - Appomattox C.H.

Théâtre occidental
- East Kentucky
- Shiloh
  - Fort Henry
  - Fort Donelson
  - Shiloh
- Kentucky
- Raid de Newburgh
  - Perryville
- Stones River
  - Murfreesboro
- Vicksburg
  - Champion Hill
  - Vicksburg
- Raid de Morgan
- Raid de Hines
- Tullahoma
- Chickamauga
- Chattanooga
- Knoxville
- Raid Forrest
- Atlanta
- Franklin-Nashville
- Savannah
- Carolines
  - Bentonville
- Raid de Wilson

Théâtre Trans-Mississippi
- Arizona confédéré
  - 1re Messilla
- Missouri
  - Wilson's Creek
- Territoire indien
- Trail of Blood on Ice
- Nouveau-Mexique
- Boston Mountains
- Pea Ridge
- 1re Texas
- Little Rock
- 2de Texas
- Camden
- Red River
- Raid de Price
- Palmito Ranch

Théâtre du bas littoral et approche du golfe
- Fort Sumter
- Blocus de l'Union
- 1re Bayou Teche
- Mississippi valley
  - Port Hudson
- Charleston
- 2de Bayou Teche
- Mobile Bay
- Mobile

La première bataille de Collierville (11 octobre 1863), aussi appelée bataille de Collierville, est une bataille du théâtre occidental de la guerre de Sécession.

## Contexte
Le dimanche 11 octobre 1863, les forces conférées du brigadier général James Chalmers, partent de leur base à Oxford, Mississippi pour attaquer la garnison fédérale de Collierville. Ces forces comprennent les 7th, 12th, 13th et 14th Tennessee Cavalry, les 1st, 3d, 12th, et 18th Mississippi Cavalry et le 2d Missouri Cavalry, accompagnées de la batterie de Buckner. La batterie de Bucknet est armée d'un canon de six livres, d'un canon de dix livres et de quatre canons à chargement par la culasse et à tir rapide de type Williams (en). Les forces fédérales sont commandées par le colonel De Witt Anthony du 66th Indiana Infantry (en), qui a établi ses défenses dans le dépôt de chemin de fer et un hangar avec des murs de 2,4 mètres de haut (8 pieds) et aussi le long d'une ligne de trous d'hommes (rifle-pits).
Le plan de Chalmers est d'approcher par le sud et de couper les lignes télégraphiques, de brûler les chevalets de chemin de fer, et d'encercler le fort. Les 7th Tennessee, 13th Tennessee et 2d Missouri (confédéré) régiments de cavalerie attaquent par l'ouest tandis que la brigade de Richardson comprenant les 12th, 13th, et le 14th Tennessee ainsi que le 12th Mississippi Cavalry attaquent par l'est. L'artillerie soutenue par le 18th Mississippi Battalion est placée sur une crête au centre à cinq cent cinquante mètres (six cents yards) du fort et du dépôt ferroviaire. Le 3d Mississippi State Cavalry (en) et le 1st Mississippi Partisan Rangers sont envoyés sur le flanc droit pour attaquer du nord et prendre possession de la ville.

## Bataille
À environ midi, un train dans lequel est présent le major général William Sherman arrive de Memphis avec le 3d Mississippi State Cavalry (en), ce qui fait monter le nombre total de combattants à environ 1 280. Le 13th U.S. reçoit l'ordre de se placer à la gauche du 66th Indiana dans les bois. Se déplaçant au nord, le commandement du colonel McGuirk arrive sur le camp de la cavalerie fédérale, d'une superficie de 16 ha, au nord de la ville. Après avoir mis en déroute le 7th Illinois Cavalry sur les rives de la rivière et capturé 150 prisonniers et 5 drapeaux de combat, les hommes de McGuirk chargent 18 wagons de ravitaillement et en détruisent 30 de plus. En raison de ce délai, le colonel McGuirk ne parvient pas à attaquer le fort par le nord comme prévu. La bataille fait rage autour du fort et du dépôt, et finalement des confédérés repoussent toutes les forces de l'Union dans le fort, le dépôt ou les découpes de voies ferrées pour se mettre à l'abri. Aucun camp n'est capable de prendre le contrôle de la bataille. Craignant l'arrivée de renforts de Germantown, les confédérés se retirent sans prendre le fort.

## Conséquences
Les pertes fédérales s'élèvent à 110 tués, blessés ou disparus. Les pertes confédérées sont de 51 tués ou blessés. Sherman a échappé de peu à la capture lorsque les confédérés ont pris son train et capturé ses affaires personnelles, dont son cheval Dolly.